# Staufner Haus
Das Staufner Haus ist eine Alpenvereinshütte der Sektion Oberstaufen-Lindenberg des Deutschen Alpenvereins.

## Lage

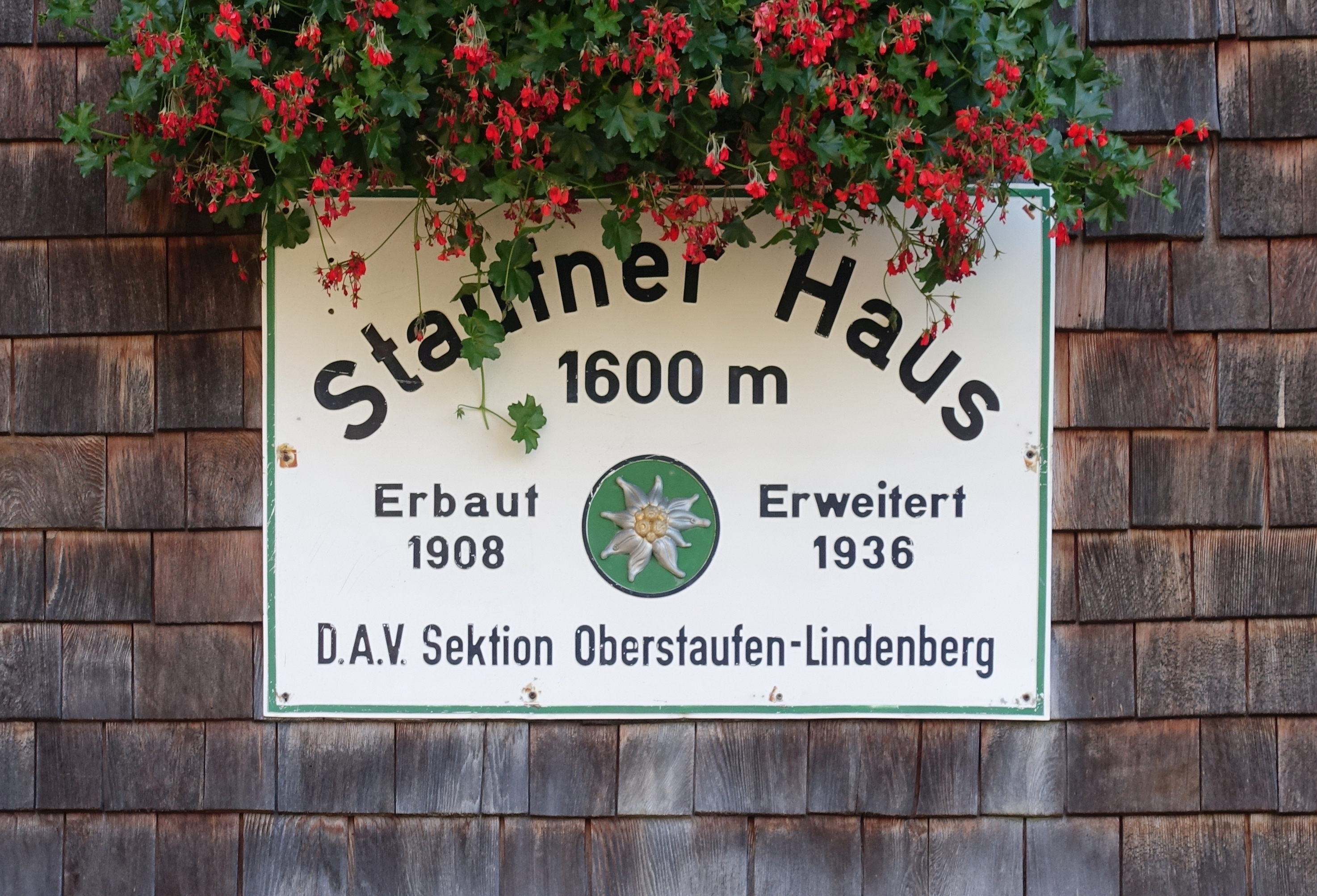
Hüttenschild

Das Staufner Haus liegt am Hochgrat in der Hochgratkette, westlich unterhalb der Bergstation der Seilbahn. Der Alpenverein gibt auf seiner Website die Lagehöhe der Hütte mit 1634 m ü. NHN an, das Schild an der Hütte selbst nennt 1600 m ü. NHN.

## Geschichte

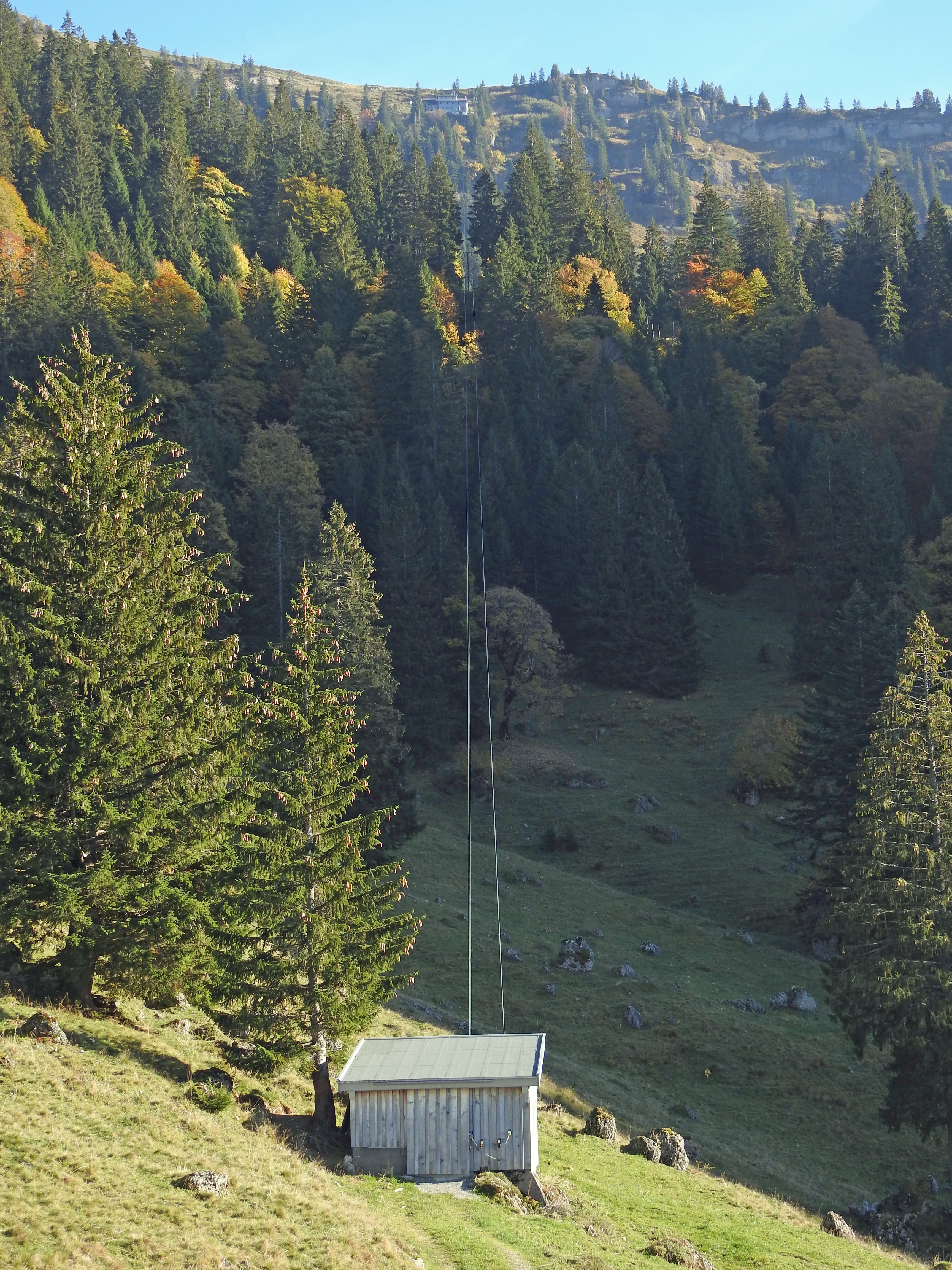
Materialseilbahn zum Staufner Haus

Nach einjähriger Bauzeit wurde am 20. Juli 1908 das Staufner Haus eröffnet. Das Bauholz stammte aus dem nahen Umkreis und wurde in der Lanzenbachsäge am Fuß des Hochgrats geschnitten. Die Versorgung erfolgte zunächst durch Träger und mit Maultieren. In Eigeninitiative erbaute 1935 ein Pächter eine Materialseilbahn. 1939 bekam die Hütte durch eine Wasserturbine mit Generator elektrischen Strom. Für den Bau der Hochgratbahn wurde 1971 ein Fahrweg errichtet, an den ein 180 m langer Zubringer auch das Staufner Haus anbindet. Seit 1973 gibt es Telefon und moderne sanitäre Anlagen. 1989 wurde der Dachstuhl erneuert und die Lagerkapazität erheblich erweitert.

## Hüttenzustiege
- Von der Hochgratbahn-Bergstation (1708 m) ca. 10 Minuten Abstieg.
- Von der Hochgratbahn-Talstation über Untere und Obere Lauchalpe in  ca. 2 Stunden.
- Von der Südseite der Hochgratkette ab Gunzesrieder Säge.[4]

## Übergänge
- Otto-Schwegler-Hütte über Gunzesrieder Säge (mehrere Varianten).
- Falkenhütte (1500 m) unterhalb vom Falken
- Alpe Gund (1502 m), über die Nagelfluhkette in 5,50 Stunden[5]

## Touren
- Zum Hochgrat-Gipfel (1834 m) ca. 40 Minuten.
- Zum Seelekopf-Gipfel (1663 m) ca. 20 Minuten.
- Die Nagelfluh-Gratwanderung erst zum Hochgrat-Gipfel und dann weiter über die Hochgratkette nach Osten bis zum Mittagberg bei Immenstadt, anspruchsvoll, stellenweise Trittsicherheit und Schwindelfreiheit erforderlich.
- Nach Westen über den Luftigen Grat über die Hochgratkette zum Falken oder weiter bis zum Hochhädrich, zumindest Trittsicherheit erforderlich.[6]

## Karten
- Alpenvereinskarte BY 1 Allgäuer Voralpen West - Nagelfluhkette, Hörnergruppe (1:25.000)[7]